# Ajut ergogènic
Un ajut ergogènic és una actuació de tipus mecànic, psicològic o una substància que incrementa la capacitat del cos o de la ment per a un treball. El terme ergogènia deriva de les paraules del grec que signifiquen generar treball. S'aplica molt sovint al rendiment físic esportiu. Aquesta àmplia definició pot incloure els sistemes legals o il·legals. Per exemple entre les legals pot estar utilitzar un monitor de les pulsacions del cor per un millor entrenament i entre els il·legals les ajudes amb esteroides anabòlics o l'hormona del creixement humà.
Amb les ajudes ergogèniques es vol especialment eliminar els símptomes de la fatiga. Els productes nutritius ergogènics poden ser o bé nutrients, subproductes metabòlics de nutrients, extractes de plantes o substàncies que es troben normalment en aliments (per exemple la cafeïna i la creatina) que és proporcionan en quantitats més concentrades que les que normalment es troben en els aliments naturals.
Les ajudes ergogèniques no nutritives inclouen els esteroides anabolitzants i els seus anàlegs molt utilitzats per alguns esportistes però prohibits per les organitzacions esportives de tot el món. Entre la funció d'aquestes drogues il·legals hi ha:
- Dirigir i amplificar el creixement del múscul i de vegades reduir el greix del cos utilitzant esteroides anabòlics, antagonistes de beta-2, moduladors selectius d'andrògens (SARMs), i diverses hormones humanes, especialment l'hormona de creixement i els seus precursors.
- Estimulants per incrementar l'alerta, disminuir la fatiga i incrementar l'agressivitat, per exemple amfetamines.
- Augmentar el llindar de dolor utilitzant des del medicament (ibuprofè) als narcòtics
- Sedants com el valium i la marihuana.
- Diurètics per controlar el pes corporal.
- Drogues emmascaradores de les substàncies il·legals preses. Per exemple usar l'epitestosterona (una droga sense efecte ergogènic) per restaurar la relació testosterona/epitestosterona (un criteri comú per testar els esteroides) als nivells normals després d'haver pres esteroides anabòlics de més.

## Substàncies ergogèniques legals
A la venda hi ha molts productes que s'anuncien com afavoridors del rendiment físic que no funcionen pas en aquest sentit pel fet que moltes d'aquestes substàncies són productes nutritius l'anunci de les seves preteses propietats no estan subjectes a les normes dels medicaments. Sovint actua l'efecte placebo. Per exemple els culturistes sovint prenen proteïnes o aminoàcids en pols per incrementar la massa muscular però estudis científics indiquen que la taxa en l'ús de proteïna per part del cos està molt per sota del nivell que consumeixen els que prenen les proteïnes i aminoàcids en pols. El límit superior d'ús de proteïna pel cos està per sota de 2 grams per quilo de pes corporal, i aquells que prenen suplements de proteïna sovint prenen més de 3 grams de proteïna per quilo de pes corporal. L'excés de proteïna s'emmagatzema al cos com greix i no es pot fer servir per formar més múscul.
hi ha molts tipus d'ajudes ergogèniques disponibles incloent des de la suposada vitamina B 15, que no està reconeguda científicament com una vitamina, a algunes plantes de les quals no se’n coneix bé la composició.

### Exemples de substàncies legals
- Carbohidrats
- Creatina monohidratada
- Glicerol
- Hidrogencarbonat de sodi
- Proteïnes i aminoàcids
- Cafeïna
- Carnitina (Típicament L-Carnitina)
- Omega-3 (àcid gras)
- Triacilglicerols de cadena mitjana
- Ginseng